# ゼスト (ショップ)
ゼストは、東京都練馬区が本社の株式会社エイムアントレーが運営するDVD、PC、TVゲーム、CD、コミック、トレーディングカード、携帯電話、ガンプラの買取・販売を行うリサイクルメディアショップである。
2023年2月現在、関東地区を中心として7店舗を展開している。
エイムアントレーは他に桃太郎王国、釣具いちばん館、楽器奏庫を展開している。

## 店舗一覧
- 市原店（千葉県市原市）
- 大和店（神奈川県大和市）
- 習志野店（千葉県船橋市）
- 所沢店（埼玉県所沢市）
- 木更津店（千葉県木更津市）
- 相模原店（神奈川県相模原市）
- 横浜戸塚店（神奈川県横浜市）